# Commission de district d'aménagement
Dans la province canadienne du Nouveau-Brunswick, l'urbanisme est de la responsabilité des municipalités, regroupées dans des commissions de district d'aménagement.
L'urbanisme est régi par la Loi sur l'urbanisme, sous la responsabilité du ministère de l'Environnement du Nouveau-Brunswick.
Leurs responsabilités seront transférées aux commissions de services régionaux le 1er janvier 2013.

## Commissions d'aménagement

### Commission d'aménagement Beaubassin
Le siège social de la Commission d'aménagement Beaubassin est situé à Shédiac. Son nom vient de la région de Beaubassin, de la Nouvelle-France. Son territoire comprend les municipalités et DSL de Beaubassin-Est, Cap-de-Shédiac, Cap-Pelé, Chemin-Scoudouc, Memramcook, Pointe-du-Chêne, Pont-de-Shédiac–Rivière-Shédiac, Scoudouc, Shédiac et Paroisse de Shédiac.

### Commission d'aménagement du district de Kent
Le territoire de la Commission d'aménagement du district de Kent inclut toutes les municipalités du comté de Kent, en plus de Rogersville.

### Commission du district d'aménagement de Miramichi
Le siège social de la Commission du district d'aménagement de Miramichi est situé à Miramichi. Son territoire inclut toutes les municipalités du comté de Northumberland, sauf Rogersville et Upper Miramichi.

### Commission d'aménagement de la Péninsule acadienne
Le siège social de la Commission d'aménagement de la Péninsule acadienne est situé à Caraquet. Son territoire inclut une partie de la Péninsule acadienne.

### Commission du district d'urbanisme de Restigouche
Le siège social de la Commission du district d'urbanisme de Restigouche est situé à Campbellton. Son territoire inclut toutes les municipalités du comté de Restigouche, sauf Belledune et Durham.

### Commission du district d'aménagement Tantramar
Le territoire de la Commission du district d'aménagement Tantramar inclut Baie-Verte, Bayfield, Botsford, Cap-Tourmentin, Dorchester, Paroisse de Dorchester, Murray Corner, Pont-à-Buot, Port Elgin, Sackville, Paroisse de Sackville et Westmorland. Elle est nommée d'après le marais de Tintamarre.